# Чамлинг, Паван Кумар
Паван Кумар Чамлинг (англ. Pawan Kumar Chamling, 22 сентября 1949, Янганг) — индийский политик, главный министр штата Сикким (с 1994 по 2019 год), основатель и президент партии Сиккимский демократический фронт.
Занялся политикой в 1973 году на волне студенческого движения. В 1978—1984 годах возглавлял партию Сикким Праджатантра Конгресс, которая на выборах 1979 года получила 15,76 % голосов и четыре места в Законодательном собрании. Затем перешёл в правящую тогда партию Сикким Санграм Паришад, в 1993 году основал партию Сиккимский демократический фронт, которая последовательно выиграла выборы 1994, 1999 и 2004 годов.
Писал прозу и стихи, опубликовал несколько книг.